# 포드 필드
포드 필드(Ford Field)는 미국 미시간주 디트로이트에 위치한 다목적 미식축구 경기장이다. NFL 디트로이트 라이언스와 UFL 미시간 팬서스의 홈 경기장으로 사용하고 있다.
2007년 4월 1일, WWE 레슬매니아 23이 개최되었다. 관객 수는 74,867명